# A.B. Bhatt
Dr. Prof. A.B. Bhatt (n. 1956)) es un botánico, ecólogo, y profesor indio, que desarrolla actividades académicas en el Departamento de Botánica y Forestales, de la Universidad de Saugar.

## Algunas publicaciones
- b.p. Nautiyal, n. Pandey, a.b. Bhatt. 1997. Analysis of vegetation pattern in an alpine zone in north west Himalaya . Tropical ecology: volúmenes 43-44

### Libros
- a.b. Bhatt. 1994. An Introduction To Aerial Photography And Remote Sensing. Editor Bishen Singh Mahendrapal Singh, 166 pp. ISBN 812110002X

- ---------------. 1982. Population differentiation in the genus Datura L. Editor Saurashtra University, 243 pp.

## Honores
Miembro
- 1981: Indian National Science Academy[1]

- La abreviatura «A.B.Bhatt» se emplea para indicar a A.B. Bhatt como autoridad en la descripción y clasificación científica de los vegetales.[2]